# 게디 리
게디 리(영어: Geddy Lee, OC, 1953년 7월 29일~)는 캐나다의 음악가로, 프로그레시브 록 밴드 러시의 리드 보컬리스트, 베이시스트, 키보디스트로 가장 잘 알려져 있다. 1968년 9월, 리는 어린 시절 친구였던 알렉스 라이프슨의 요청으로 밴드에 합류했고, 원래 베이시스트이자 프론트맨인 제프 존스를 대체했다. 리의 솔로 활동인 《My Favourite Headache》은 2000년에 발매되었다.
수상 경력이 있는 리의 스타일, 테크닉, 베이스 연주 실력은 메탈리카의 클리프 버튼, 아이언 메이든의 스티브 해리스, 드림 시어터의 존 명, 프라이머스의 레스 클레이풀, 테스터먼트의 스티브 디 조르지오 그리고 레이지 어게인스트 더 머신과 오디오슬레이브의 팀 커머포드와 같은 많은 록 음악가들에게 영감을 주었다. 그의 러시 밴드 동료이자 기타리스트 알렉스 라이프슨, 드러머 닐 피어트와 함께, 리는 1996년 5월 9일 캐나다 훈장 장교가 되었다. 이 트리오는 그룹으로서 그렇게 영광스러운 최초의 록 밴드였다. 2013년, 이 그룹은 14년의 자격을 얻은 후 로큰롤 명예의 전당에 헌액되었고, 그들은 팬 투표를 통해 홀의 첫 번째 선정에서 압도적으로 지명되었다. 2006년, 리는 《히트 패러더》에 의해 역사상 가장 위대한 헤비 메탈 보컬 100인 목록에서 13위에 올랐다.

## 사생활
리는 1976년에 낸시 영과 결혼했다. 그들에게는 아들 줄리언과 딸 카일라가 있다. 그는 매년 프랑스로 여행을 떠나 그곳에서 치즈와 와인을 즐겼다. 2011년, 그가 지원하는 자선 재단인 포도 포 휴머니티는 나이아가라 칼리지의 와인 제조 학생들을 위해 게디 리 장학금을 만들었다. 리는 인터뷰에서 자신을 유대 무신론자라고 설명하면서, "저는 저를 인종으로 생각하지만, 종교로 생각하지 않습니다. 저는 종교를 전혀 좋아하지 않아요. 가능하다면 저는 유대 무신론자입니다."

## 음반 목록

### 러시
- Rush (1974년)
- Fly by Night (1975년)
- Caress of Steel (1975년)
- 2112 (1976년)
- A Farewell to Kings (1977년)
- Hemispheres (1978년)
- Permanent Waves (1980년)
- Moving Pictures (1981년)
- Signals (1982년)
- Grace Under Pressure (1984년)
- Power Windows (1985년)
- Hold Your Fire (1987년)
- Presto (1989년)
- Roll the Bones (1991년)
- Counterparts (1993년)
- Test for Echo (1996년)
- Vapor Trails (2002년)
- Feedback (2004, 커버 음반)
- Snakes & Arrows (2007년)
- Clockwork Angels (2012년)

### 솔로
- My Favourite Headache (2000년)